# Нікольське сільське поселення (Нікольський район)
Ніко́льське сільське поселення (рос. Никольское сельское поселение) — сільське поселення у складі Нікольського району Вологодської області Росії.
Адміністративний центр — місто Нікольськ, яке однак не входить до складу поселення.

## Населення
Населення сільського поселення становить 2126 осіб (2019; 3063 у 2010, 4590 у 2002).

## Історія
Станом на 2002 рік існували Байдаровська сільська рада (село Лоха, присілки Байдарово, Великий Двор, Захарово, Ковирцево, Кудрино, Петряєво, Розсохино, Солотново, Старигіно, Травино, Чушевіно, Шалашнево), Вахневська сільська рада (присілки Вахнево, Велике Оксілово, Єсіпово, Захарово, Каменне, Котельне, Мале Оксілово, Підгор'є, Турино, Чернино, Юшково), Кумбісерська сільська рада (присілки Біляєвка, Займище, Крив'яцьке, Кумбісер, Малі Гарі, Філімонови Гарі), Лобовська сільська рада (присілки Владимирово, Зелена Грива, Колесов Лог, Малиновка, Орлово, Осинова Гар, Пантелеєво, Половина, Талиця), Нігінська сільська рада (присілки Богдановка, Бураково, Бутова Кур'я, Виноградово, Горка-Кокуй, Єлховка, Івантець, Кошелево, Красавино, Лашово, Марково, Нігіно, Петряніно, Прудішна, Самилово, починки Єремкин, Каменний, Левкин, П'ятаков, Філінський) та Теребаєвська сільська рада (село Кіпшеньга, присілки Вирипаєво, Гужово, Іваково, Калініно, Ковригино, Кузнецово, М'якішево, Нагавіцино, Подол, Подольська, Тарасово, Теребаєво, Філіппово, Челпаново, починки Гагарін, Степшинський). Пізніше присілки Бутова Кур'я та Івантець були передані до складу Краснополянського сільського поселення.
25 червня 2015 року ліквідовано Байдаровське сільське поселення (колишні Байдаровська та Кумбісерська сільради), Вахневське сільське поселення (колишні Вахневська та Лобовська сільради), Нігінське сільське поселення (колишня Нігінська сільрада) та Теребаєвське сільське поселення (центр — присілок Теребаєво, колишня Теребаєвська сільська рада), їхні території утворили нове Нікольське сільське поселення з центром у місті Нікольськ.
28 грудня 2020 року ліквідовано присілок Виноградово.

## Склад
До складу сільського поселення входять:
| Населений пункт           | Населення, осіб (2002) | Населення, осіб (2010) |
| ------------------------- | ---------------------- | ---------------------- |
| Байдарово, присілок       | 148                    | 101                    |
| Біляєвка, присілок        | 59                     | 32                     |
| Богдановка, присілок      | 6                      | 6                      |
| Бураково, присілок        | 6                      | 0                      |
| Вахнево, присілок         | 175                    | 141                    |
| Велике Оксілово, присілок | 57                     | 32                     |
| Великий Двор, присілок    | 60                     | 39                     |
| Виноградово, присілок     | 0                      | 0                      |
| Вирипаєво, присілок       | 38                     | 28                     |
| Владимирово, присілок     | 37                     | 23                     |
| Гагарін, починок          | 4                      | 2                      |
| Горка-Кокуй, присілок     | 15                     | 4                      |
| Гужово, присілок          | 1                      | 1                      |
| Єлховка, присілок         | 40                     | 5                      |
| Єремкин, починок          | 6                      | 3                      |
| Єсіпово, присілок         | 76                     | 38                     |
| Займище, присілок         | 85                     | 71                     |
| Захарово, присілок        | 44                     | 31                     |
| Захарово, присілок        | 96                     | 67                     |
| Зелена Грива, присілок    | 25                     | 1                      |
| Іваково, присілок         | 6                      | 2                      |
| Калініно, присілок        | 195                    | 153                    |
| Каменне, присілок         | 99                     | 51                     |
| Каменний, починок         | 21                     | 9                      |
| Кіпшеньга, село           | 173                    | 145                    |
| Ковирцево, присілок       | 23                     | 17                     |
| Ковригино, присілок       | 25                     | 0                      |
| Колесов Лог, присілок     | 21                     | 7                      |
| Котельне, присілок        | 187                    | 93                     |
| Кошелево, присілок        | 26                     | 7                      |
| Красавино, присілок       | 61                     | 37                     |
| Крив'яцьке, присілок      | 141                    | 85                     |
| Кудрино, присілок         | 62                     | 52                     |
| Кузнецово, присілок       | 78                     | 61                     |
| Кумбісер, присілок        | 120                    | 77                     |
| Лашово, присілок          | 53                     | 26                     |
| Левкин, починок           | 44                     | 20                     |
| Лоха, село                | 2                      | 8                      |
| Мале Оксілово, присілок   | 23                     | 18                     |
| Малиновка, присілок       | 11                     | 2                      |
| Малі Гарі, присілок       | 3                      | 0                      |
| Марково, присілок         | 156                    | 122                    |
| М'якишево, присілок       | 86                     | 50                     |
| Нагавіцино, присілок      | 38                     | 24                     |
| Нігіно, присілок          | 399                    | 286                    |
| Орлово, присілок          | 35                     | 18                     |
| Осинова Гар, присілок     | 8                      | 4                      |
| Пантелеєво, присілок      | 22                     | 8                      |
| Петряєво, присілок        | 29                     | 37                     |
| Петряніно, присілок       | 18                     | 4                      |
| Підгор'є, присілок        | 47                     | 27                     |
| Подол, присілок           | 19                     | 23                     |
| Подольська, присілок      | 27                     | 16                     |
| Половина, присілок        | 38                     | 17                     |
| Прудишна, присілок        | 17                     | 5                      |
| П'ятаков, починок         | 30                     | 11                     |
| Розсохино, присілок       | 15                     | 20                     |
| Самилово, присілок        | 19                     | 9                      |
| Солотново, присілок       | 78                     | 62                     |
| Старигіно, присілок       | 13                     | 3                      |
| Стьопшинський, починок    | 41                     | 27                     |
| Талиця, присілок          | 5                      | 0                      |
| Тарасово, присілок        | 153                    | 94                     |
| Теребаєво, присілок       | 203                    | 173                    |
| Травино, присілок         | 115                    | 107                    |
| Турино, присілок          | 35                     | 18                     |
| Філімонови Гарі, присілок | 38                     | 28                     |
| Філінський, починок       | 108                    | 106                    |
| Філіппово, присілок       | 30                     | 17                     |
| Челпаново, присілок       | 57                     | 15                     |
| Чернино, присілок         | 137                    | 89                     |
| Чушевіно, присілок        | 2                      | 0                      |
| Шалашнево, присілок       | 26                     | 10                     |
| Юшково, присілок          | 194                    | 138                    |